# Église Saint-Pierre-Saint-Paul de Nicey
Pour les articles homonymes, voir Église Saint-Pierre-et-Saint-Paul.
L'église Saint-Pierre-Saint-Paul aussi appelée Saint-Gengou est une église catholique située à Nicey dans le département de la Côte-d'Or, en France.

## Localisation
L'église, aussi dite Saint-Bénigne, est située dans le département français de la Côte-d'Or, sur la commune de Nicey.

## Histoire
Le début de la construction remonte au XIIIe siècle. Le chœur et le transept sont réédifiés à fin XVe début XVIe siècle et la nef est transformée au XVIIIe siècle ;
L'église qui a fait l'objet de réfections importantes à la fin des années 1980 est classée au titre des monuments historiques depuis 1914.

## Architecture
Construite en moellons et pierre de taille l’église est en croix latine à nef unique voutée d’ogives et chevet cylindrique. Elle est couverte d’un toit à longs pans de tuiles plates et d’ardoises. Le clocher à flèche carrée est implanté au-dessus du transept et elle présente une tour d'escalier à vis hors-œuvre

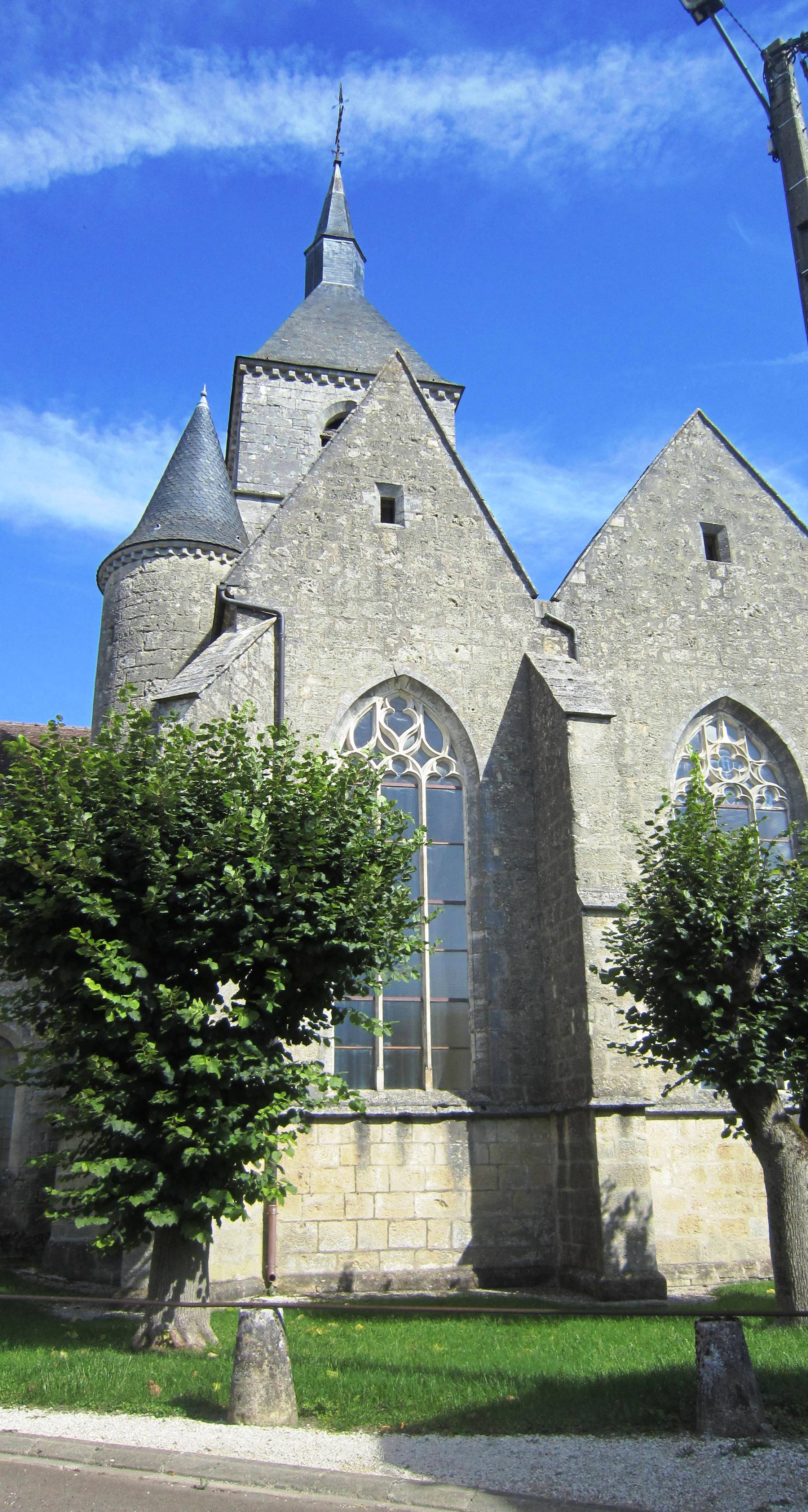
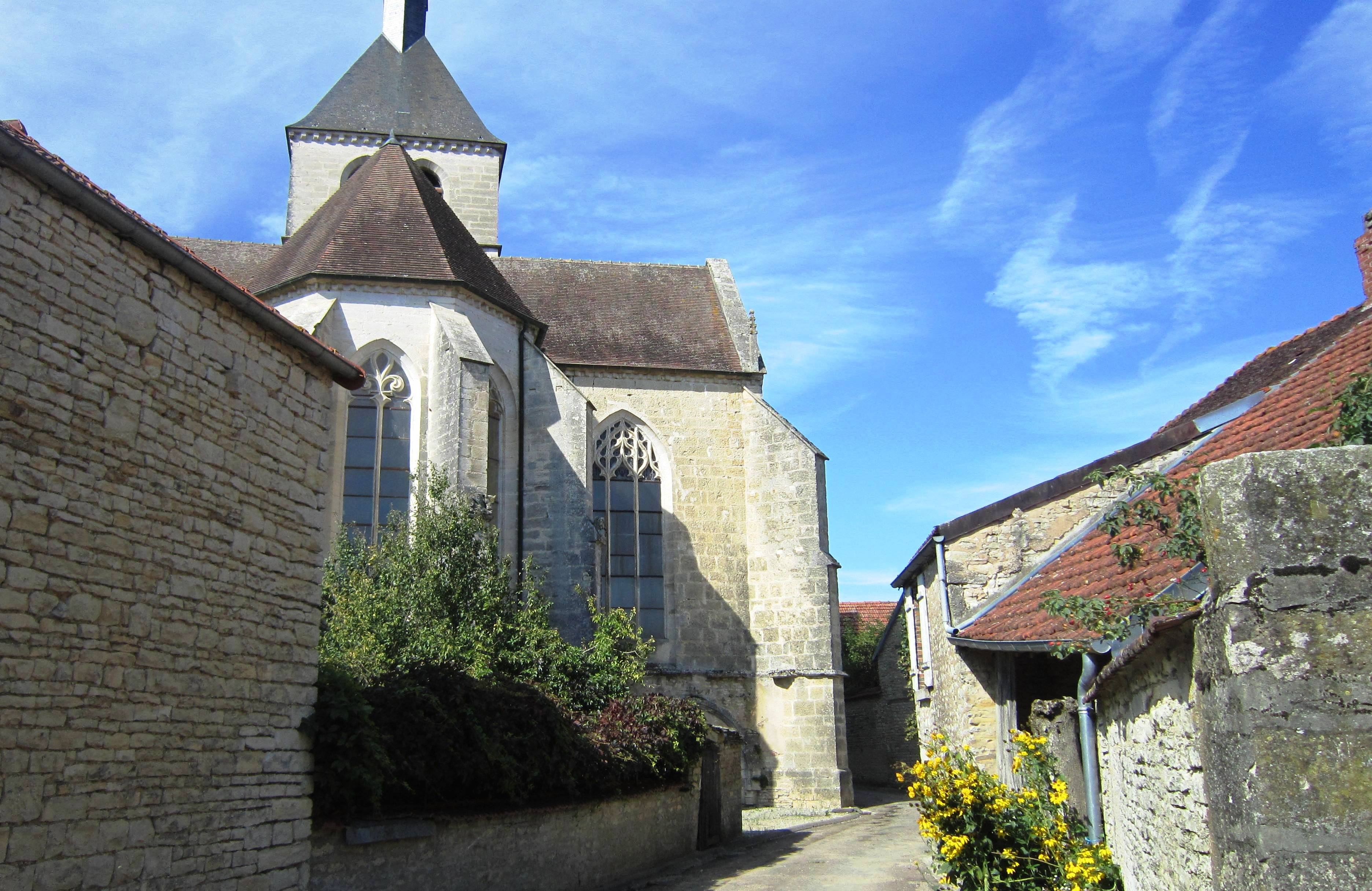
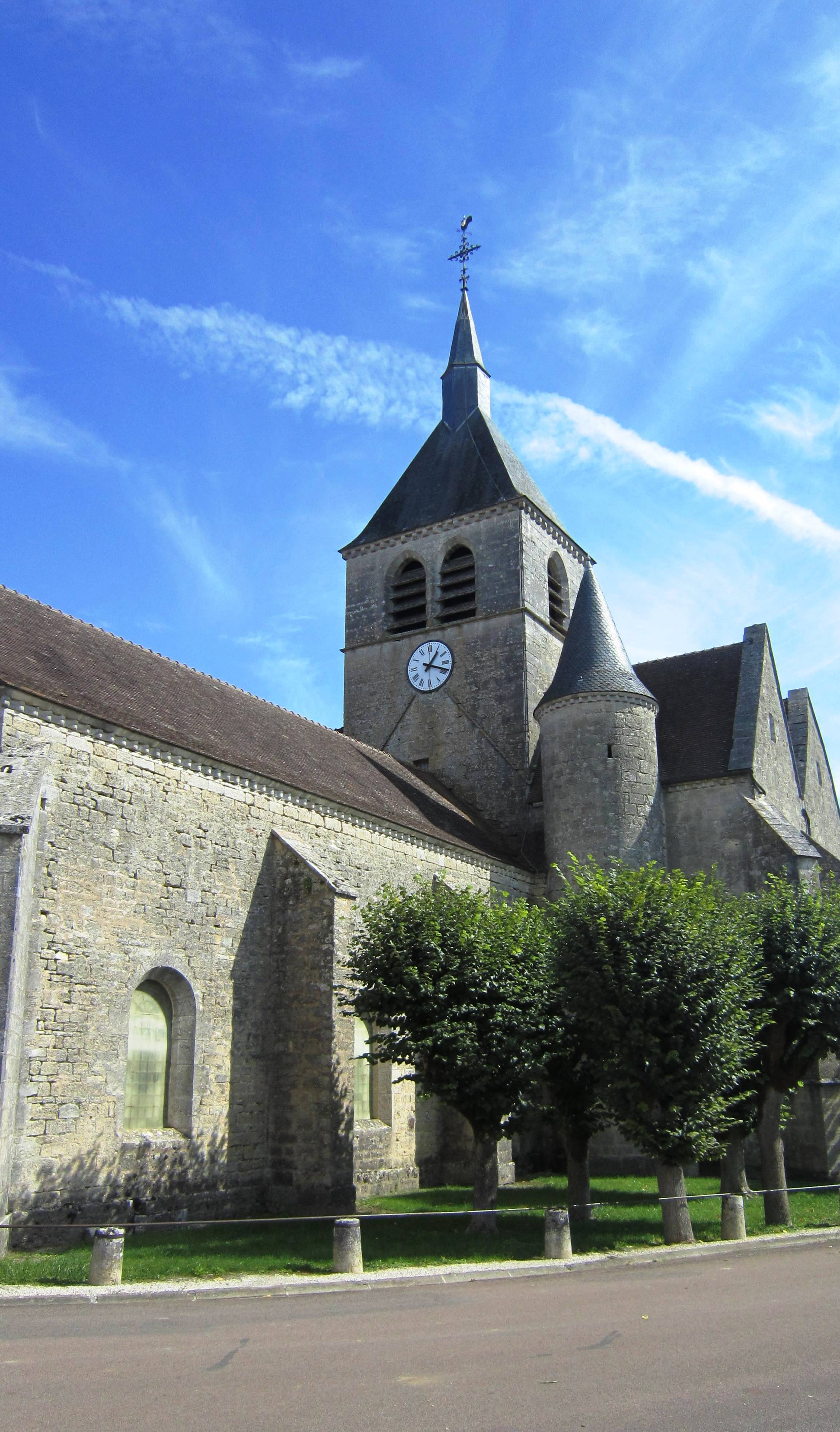

## Mobilier
Le mobilier liturgique (autels, tabernacles, fonts baptismaux, chaire, confessionnal …) est classé à l’Inventaire général du patrimoine culturel ainsi que :
- 3 tableaux du XVIIe siècle : Dormition de la Vierge, Glorification de la Vierge et Institution du Rosaire ;
- statuaire : Éducation de la Vierge du XVIe siècle, Saint-Pierre et Saint-Paul du XVIIe siècle et un Christ en croix  du XVIIIe siècle ;
- vestiges de vitraux du XVIe siècle représentant la Vierge à l'Enfant, un évangéliste et des anges musiciens[3].